# Meles canescens
Meles canescens  is een zoogdier uit de familie van de marterachtigen (Mustelidae). De wetenschappelijke naam van de soort werd voor het eerst geldig gepubliceerd door William Thomas Blanford in 1875. De soort werd in 2013 afgesplitst van de das (Meles meles).

## Voorkomen
De soort komt voor in de Kaukasus, West-Azië en Centraal-Azië. Ook komt het voor op de eilanden Kreta en Rhodos. Specifiek komt het voor in de landen Afghanistan, Armenië, Azerbeidzjan, Georgië, Griekenland (Kreta en Rhodos), Iran, Israël, Jordanië, Kirgizië, Libanon, Palestina, Rusland, Syrië, Tadzjikistan, Turkije en Turkmenistan.

## Ondersoorten
- Meles canescens canescens – Kaukasische das
- Meles canescens arcalus – Kretadas
- Meles canescens rhodius – Rhodosdas
- Meles canescens severzovi